# Société des artistes indépendants

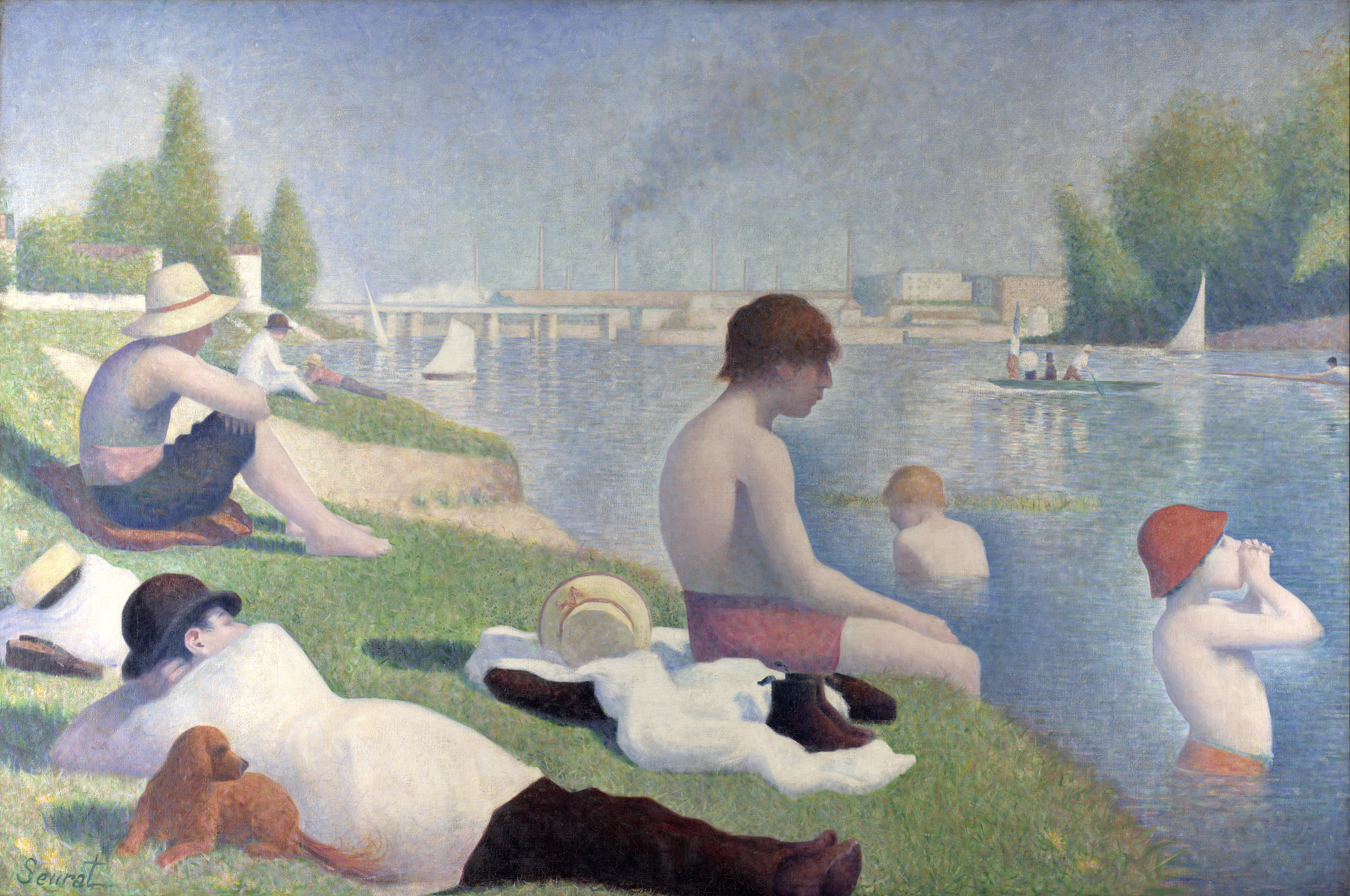
La Baignade à Asnières de Georges Seurat, exposé lors de la première édition.

La Société des artistes indépendants est une association formée à Paris le 19 juillet 1884, et l'organisatrice officielle du Salon des indépendants. Elle est née de la volonté de plusieurs artistes de proposer au public des œuvres d'art rejetées par le Salon officiel de Paris. Elle se différencie de l'ancien Salon des refusés par sa totale indépendance vis-à-vis des institutions officielles.

## Historique
L'article 1 du statut de l'association traduit la volonté des fondateurs de la Société des artistes indépendants fondée sur le principe de l'abolition des jurys d'admission afin de permettre aux artistes de présenter leurs œuvres au jugement du public en toute liberté.
Le 1er décembre 1884, Lucien Boué, président du Conseil de Paris, inaugura le premier Salon des indépendants. Parmi les tableaux exposés, on comptait La Baignade à Asnières de Georges Seurat, Le Pont d'Austerlitz de Paul Signac ainsi que des œuvres de Henri-Edmond Cross, Odilon Redon, Albert Dubois-Pillet, Louis Valtat, Armand Guillaumin, et Charles Angrand.
En 1885, il n'y eut pas d'exposition,  la seconde eut lieu en 1886, dans la cour des Tuileries. Les années suivantes les lieux d'exposition varièrent. À partir de 1920, la Société organisa habituellement ses expositions au Grand Palais des Champs-Elysées, et à partir de 1941 au Musée des Beaux-Arts de la ville de Paris. 
La Société fut reconnue d'utilité publique le 30 mars 1923.
La société est toujours active aujourd'hui et organise des expositions annuelles.

## Présidents
- 1884-1885 : Alfred André Guinard
- 1886-1888 : Marie-Edmond Höner
- 1889-1908 : Edmond Eugène Valton
- 1909-1934 : Paul Signac
- 1935-1941 : Maximilien Luce
- 1941-1951 : Alexandre Urbain
- 1952-1964 : Armand Nakache
- 1965-1976 : Robert Yan
- 1977-2001 : Jean Monneret
- 2009-2016 : Dominique Chapelle
- 2016-2017 : Lyliane Merit
- 2018 - :2021 Djamel Zemoura
- 2023   -2024 Jacques Rochvarger 2024             Jacques DALOZE